# 메이저 (광학 기기)

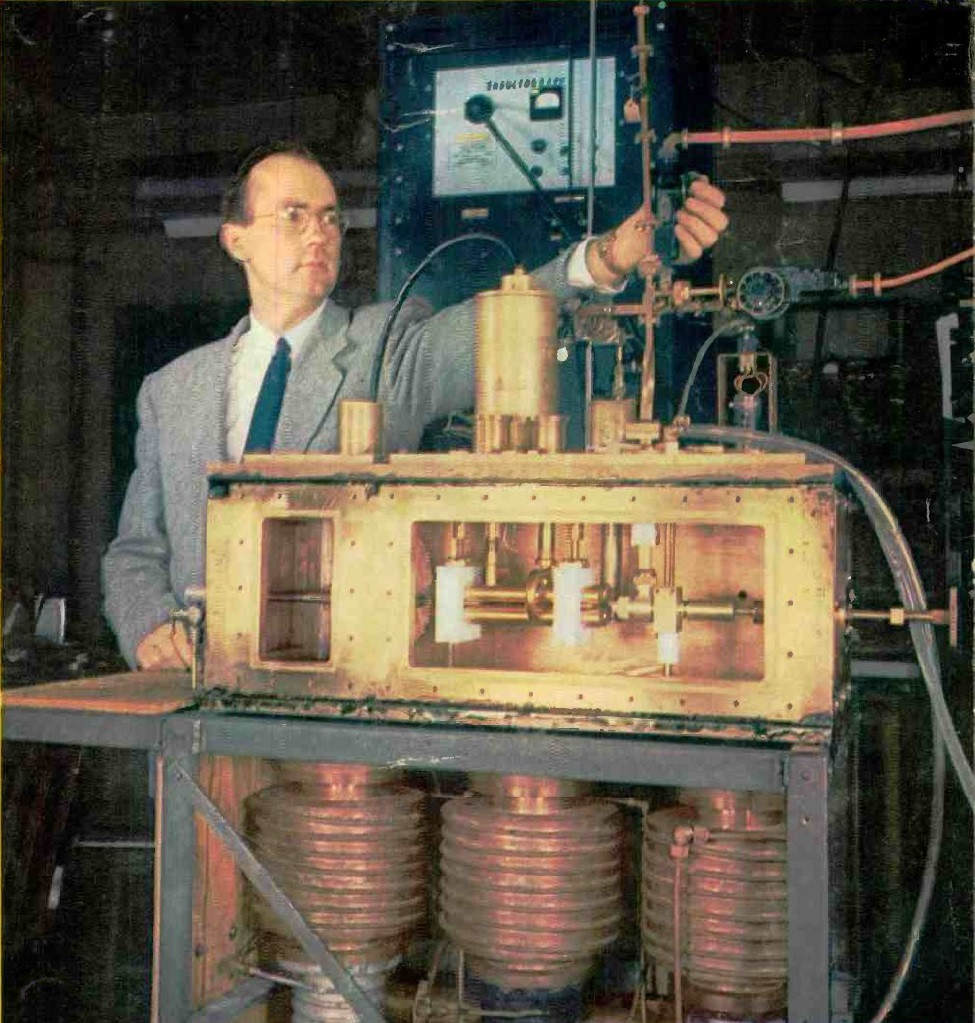
최초의 프로토타입 암모니아 메이저와 발명가 찰스 하드 타운스

메이저(maser→"Microwave amplification by stimulated emission of radiation"의 준말)는 자극 방출에 의한 증폭을 통해 결맞음 전자기파를 만들어내는 장치이다.

## 역사
메이저의 동작을 관할하는 이론적인 원리는 캐나다 오타와에서 1952년 전자관 연구 콘퍼런스에서 메릴랜드 대학교의 조지프 웨버에 의해 처음 기술되었으며 1953년 6월 Transactions of the Institute of Radio Engineers Professional Group on Electron Devices에 요약본이 출판되었으며 그와 동시에 1952년 5월 USSR 과학 아카데미에 의해 개최된 All-Union Conference on Radio-Spectroscopy에서 레베데프 물리학 연구소의 니콜라이 바소프, 알렉산드르 프로호로프에 의해 게재되어 최종적으로 1954년 10월에 출판되었다.
이와 독립적으로 찰스 하드 타운스, 제임스 P. 고든, H. J. 자이거는 1953년 컬럼비아 대학교에서 최초의 암모니아 메이저를 개발하였다. 이 장치는 약 24.0 기가헤르츠의 주파수로 극초단파의 증폭을 만들기 위해 에너지가 찬 암모니아 분자 흐름의 방출을 시뮬레이트하기 위해 사용되었다.

## 같이 보기
- 레이저